# پیتر کووی
پیتر کووی (به انگلیسی: Peter Cowie) مورّخِ انگلیسیِ سینماو نویسندهٔ بیش از سی جلد کتاب در بارهٔ فیلم است. او در سال ۱۹۶۳، راهنمای بین‌المللی فیلم (IFG) را بنیان گذاشت که سالانه، از سوی مجلهٔ ورایتی منتشر می‌شود. کووی به مدت ۴۰ سال ناشر و سردبیر IFG بود.